# Cionini
Cionini Schönherr, 1825  è una tribù di coleotteri curculionidi della sottofamiglia Curculioninae.

## Tassonomia
La tribù comprende i seguenti generi:
- Cionellus Reitter, 1904
- Cionus Clairville, 1798
- Cleopus Dejean, 1821
- Nanomicrophyes Pic, 1908
- Patialus Pajni, Kumar & Rose, 1991
- Stereonychidius Morimoto, 1962
- Stereonychus Suffrian, 1854